# 紀伊國屋じんぶん大賞
紀伊國屋じんぶん大賞（きのくにやじんぶんたいしょう）は、紀伊國屋書店が主催する人文書籍の賞。一般読者の投票、社内選考委員およびスタッフ有志の投票によって決定している。対象は前年の12月～当年11月に刊行された書籍（新書・文庫を含む）毎年、大賞とともにベスト30が発表される。
本賞における人文書とは「哲学・思想、心理、宗教、歴史、社会、教育学、批評・評論」の各分野を対象としている。また、全国の紀伊國屋書店にて受賞作のフェアが行われ、推薦コメント付きリーフレットが店頭配布される。
なお、第5回から集計期間と発表年度の表記を変更したため「2014」は欠号となっている。

## 歴代の受賞者

### 第1回（2010年）
- 大賞：佐々木中『切りとれ、あの祈る手を』河出書房新社[4]
- ほかに「ベスト30」として順位のない形式で選出された[5]。

### 第2回（2011年）
- 大賞：國分功一郎『暇と退屈の倫理学』朝日出版社[6]
- 第2位：開沼博『「フクシマ」論：原子力ムラはなぜ生まれたのか』青土社
- 第3位：東浩紀『一般意志2.0：ルソー、フロイト、グーグル』講談社
- 第4位：與那覇潤『中国化する日本：日中「文明の衝突」一千年史』文藝春秋
- 第5位：宇野常寛『リトル・ピ－プルの時代』幻冬舎

### 第3回（2012年）
- 大賞：柄谷行人『哲学の起源』岩波書店[7]
- 第2位：小熊英二『社会を変えるには』講談社〈講談社現代新書〉
- 第3位：ダニエル・Ｌ・エヴェレット（英語版）『ピダハン：「言語本能」を超える文化と世界観』（屋代通子訳）みすず書房
- 第4位：坂口恭平『独立国家のつくりかた』講談社〈講談社現代新書〉
- 第5位：片山杜秀『未完のファシズム：「持たざる国」日本の運命』新潮社〈新潮選書〉

### 第4回（2013年）
- 大賞：千葉雅也『動きすぎてはいけない：ジル・ドゥルーズと生成変化の哲学』河出書房新社[8]
- 第2位：國分功一郎『来るべき民主主義：小平市都道328号線と近代政治哲学の諸問題』幻冬舎〈幻冬舎新書〉
- 第3位：白井聡『永続敗戦論：戦後日本の核心』太田出版
- 第4位：鈴木健『なめらかな社会とその敵』勁草書房
- 第5位：速水健朗『1995年』筑摩書房〈ちくま新書〉

### 第5回（2015年）
- 大賞：東浩紀『弱いつながり：検索ワードを探す旅』幻冬舎[9]
- 第2位：石岡良治『視覚文化「超」講義』フィルムアート社
- 第3位：加藤直樹『九月、東京の路上で：1923年関東大震災ジェノサイドの残響』ころから
- 第4位：ティム・インゴルド『ラインズ：線の文化史』（工藤晋訳）左右社
- 第5位：最相葉月『セラピスト：Silence in Psychotherapy』新潮社

### 第6回（2016年）
- 大賞：岸政彦『断片的なものの社会学』朝日出版社[10]
- 第2位：森田真生『数学する身体』新潮社
- 第3位：大澤聡『批評メディア論：戦前期日本の論壇と文壇』岩波書店
- 第4位：武田砂鉄『紋切型社会：言葉で固まる現代を解きほぐす』朝日出版社
- 第5位：小熊英二『生きて帰ってきた男：ある日本兵の戦争と戦後』岩波書店〈岩波新書〉

### 第7回（2017年）
- 大賞：加藤陽子『戦争まで：歴史を決めた交渉と日本の失敗』朝日出版社[11]
- 第2位：ユヴァル・ノア・ハラリ『サピエンス全史』（柴田裕之訳）河出書房新社
- 第3位：管賀江留郎『道徳感情はなぜ人を誤らせるのか』洋泉社
- 第4位：栗原康『村に火をつけ、白痴になれ：伊藤野枝伝』岩波書店
- 第5位：道場親信『下丸子文化集団とその時代』みすず書房

### 第8回（2018年）
- 大賞： 國分功一郎『中動態の世界：意志と責任の考古学』医学書院〈シリーズケアをひらく〉[12]
- 第2位：東浩紀『ゲンロン 第0号：観光客の哲学』ゲンロン
- 第3位：松村圭一郎『うしろめたさの人類学』ミシマ社
- 第4位：上間陽子『裸足で逃げる：沖縄の夜の街の少女たち』太田出版
- 第5位：山本貴光『文学問題〈Ｆ＋ｆ〉＋』幻戯書房

### 第9回（2019年）
- 大賞：木庭顕『誰のために法は生まれた』朝日出版社[13]
- 第2位：倉橋耕平『歴史修正主義とサブカルチャー：90年代保守言説のメディア文化』青弓社〈青弓社ライブラリー〉
- 第3位：吉川浩満『人間の解剖はサルの解剖のための鍵である』河出書房新社
- 第4位：小松理虔『新復興論』ゲンロン
- 第5位：福尾匠『眼がスクリーンになるとき：ゼロから読むドゥルーズ『シネマ』』フィルムアート社

### 第10回（2020年）
※
- 大賞：東畑開人『居るのはつらいよ：ケアとセラピーについての覚書』医学書院〈シリーズケアをひらく〉
- 第2位：綿野恵太『「差別はいけない」とみんないうけれど。』平凡社
- 第3位：荒木優太『在野研究ビギナーズ：勝手にはじめる研究生活』明石書店
- 第4位：北村紗衣『お砂糖とスパイスと爆発的な何か：不真面目な批評家によるフェミニスト批評入門』書肆侃侃房
- 第5位：小川さやか『チョンキンマンションのボスは知っている：アングラ経済の人類学』春秋社

### 第11回（2021年）
※
- 大賞：デヴィッド・グレーバー『ブルシット・ジョブ：クソどうでもいい仕事の理論』（酒井隆史・芳賀達彦・森田和樹訳）岩波書店
- 第2位：斎藤幸平『人新世の「資本論」』集英社〈集英社新書〉
- 第3位：読書猿『独学大全：絶対に「学ぶこと」をあきらめたくない人のための55の技法』ダイヤモンド社
- 第4位：熊代亨『健康的で清潔で、道徳的な秩序ある社会の不自由さについて』イースト・プレス
- 第5位：近内悠太『世界は贈与でできている：資本主義の「すきま」を埋める倫理学』ニューズピックス

### 第12回（2022年）
※
- 大賞：岸政彦『東京の生活史』筑摩書房[19]
- 第2位：北丸雄二『愛と差別と友情とLGBTQ+：言葉で闘うアメリカの記録と内在する私たちの正体』人々舎[20]
- 第3位：川添愛『言語学バーリ・トゥードRound1：AIは「絶対に押すなよ」を理解できるか』東京大学出版会
- 第4位：松本俊彦『誰がために医師はいる：クスリとヒトの現代論』みすず書房
- 第5位：國分功一郎／熊谷晋一郎『責任の生成：中動態と当事者研究』新曜社

### 第13回（2023年）
※
- 大賞：高島鈴『布団の中から蜂起せよ：アナ－カ・フェミニズムのための断章』人文書院　ISBN　978-4-409-24152-3
- 第2位：三木那由他『言葉の展望台』講談社 ISBN　978-4-06-528345-5
- 第3位：千葉雅也『現代思想入門』講談社〈講談社現代新書〉ISBN　978-4-06-527485-9
- 第4位：ショーン・フェイ（英語版）『トランスジェンダー問題：議論は正義のために』（高井ゆと里訳）明石書店　ISBN　978-4-7503-5463-7
- 第5位：吉川浩満『哲学の門前』紀伊國屋書店　ISBN　978-4-314-01193-8

### 第14回（2024年）
- 大賞[22]：田野大輔・小野寺拓也『検証 ナチスは「良いこと」もしたのか？』岩波書店〈岩波ブックレット〉ISBN　978-4-00-271080-8
- 第2位：石岡丈昇『タイミングの社会学：ディテールを書くエスノグラフィー』青土社　ISBN　978-4-7917-7556-9
- 第3位：周司あきら・高井ゆと里『トランスジェンダー入門』集英社〈集英社新書〉ISBN　978-4-08-721274-7
- 第4位：東浩紀『訂正可能性の哲学』ゲンロン　ISBN　978-4-907188-50-4
- 第5位：デヴィッド・グレーバー／デヴィッド・ウェングロウ『万物の黎明：人類史を根本からくつがえす』（酒井隆史訳）光文社　ISBN　978-4-334-10059-9

### 第15回（2025年）
- 大賞[23]：福尾匠『非美学：ジル・ドゥルーズの言葉と物』河出書房新社 ISBN　978-4-309-23157-0
- 第2位：千葉雅也『センスの哲学』文藝春秋 ISBN　978-4-16-391827-3
- 第3位：三宅香帆『なぜ働いていると本が読めなくなるのか』集英社〈集英社新書〉 ISBN 978-4-08-721312-6
- 第4位：柴崎友香『あらゆることは今起こる』医学書院〈シリーズケアをひらく〉 ISBN 978-4-260-05694-6
- 第5位：阿部幸大『まったく新しいアカデミック・ライティングの教科書』光文社 ISBN　978-4-334-10380-4